# Schlecker

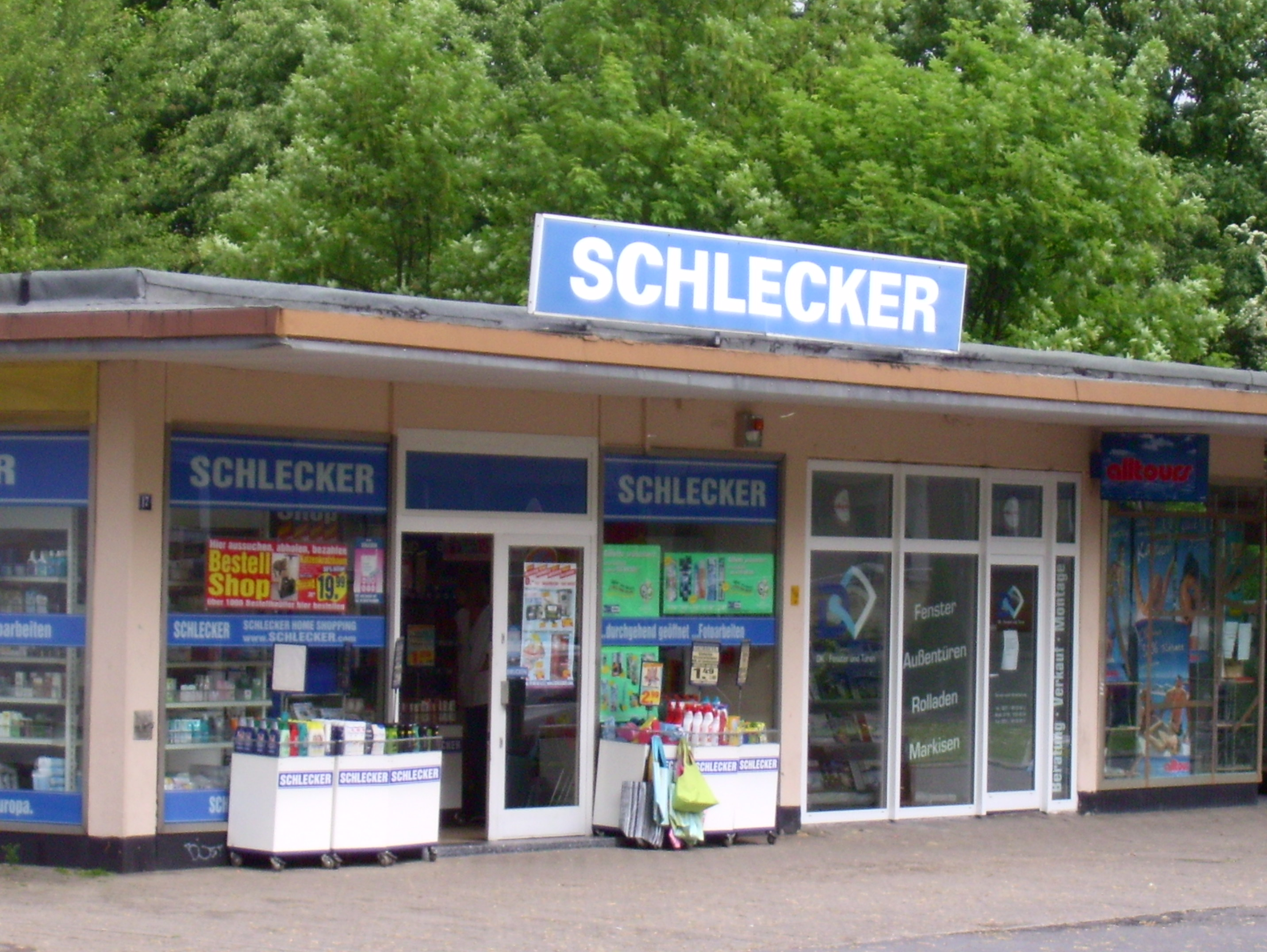
Аптека Schlecker

Anton Schlecker — европейская аптечная сеть. Компания была основана Антоном Шлеккером в 1975 году. Штаб-квартира находилась в городе Эхинген (Германия).

## История
История компании Schlecker начинается в 1965 году, когда Антон Шлеккер начал работать в компании своего отца. Компания состояла из мясного завода и 17 магазинов. Годовой оборот компании составлял 7,2 млн евро (эквивалент).
В 1975 году открывается первая аптека Schlecker. В 1977 году компания располагала уже 100 аптеками. В 1984 году их число увеличивается до 1000. В 1994 году компания становится бесспорным лидером аптечного рынка Германии с 10 000 точками продаж.
В 1987 году компания начинает международную экспансию с Австрии. С Австрией последовали Нидерланды и Испания (1989 год). Чтобы закрепиться на французском рынке в 1991 году Schlecker приобрела компанию Superdrug. Далее филиалы открываются в Италии, Польше, Дании, Чехии, Венгрии, Португалии.
Компания развивалась не только за счет открытия новых точек продаж, но за счет покупки конкурентов. Так, в 2001 году Schlecker приобрела 240 магазинов у Rewe Group. В конце 2006 года Schlecker приобрела ведущего чешского оператора аптек Droxi.

## Банкротство и распад компании
В 2011 году компания обанкротилась. Немецкая сеть Schlecker в 2012 году практически прекратила существование: уже к 24 марта 2012 были закрыты 40 % магазинов, а в июне-июле 2012 года оставшиеся точки распродавали остатки запасов.
1 августа 2012 года было объявлено о том, что австрийскую сеть Schlecker приобрёл финансист Рудольф Хаберляйтнер, управляющий финансовой группой MCS Consulting и частного фонда TAP 09. Хаберляйтнер заявил о планах инвестировать в сеть 52 миллиона евро и о том, что в 2013 году сеть способна заработать «от 10 до 11 миллионов» евро прибыли.
Компания kitzVenture GmbH Патрика Ландрока владеет правами на бренд Schlecker с 2021 года. В начале 2022 года стало известно, что kitzVenture хочет вернуть бренд на рынок. kitzVenture GmbH объявила о банкротстве в марте 2023 года.